# San Pedro Mártir Quiechapa
San Pedro Mártir Quiechapa là một đô thị thuộc bang Oaxaca, Mexico. Năm 2005, dân số của đô thị này là 722 người.